# Allan Pettersson-sällskapet
Allan Pettersson-sällskapet, (Swedish Allan Pettersson Society), är en fristående ideell förening bildad i november 2002. Den verkar för att vidga förståelsen för Allan Petterssons musik genom att stimulera till uppföranden av hans verk både i Sverige och utomlands samt att informera om, och stödja, forskningen kring hans liv och verk. 
2003 ordnade sällskapet sin första Allan Petterson-dag i Sofia församlingssal, vilken följts av många arrangemang genom åren. 2017 instiftades Allanpriset vars första mottagare blev The Allan Pettersson project som är ett samarbete mellan Norrköpings symfoniorkester, dirigenten Christian Lindberg och Bis Records.

## Ordföranden
- 2002–2008 Lars-Åke Lundberg
- 2008–2016 Nils Larsson
- 2016–      Gunnar Karlberg